# Via Traiana

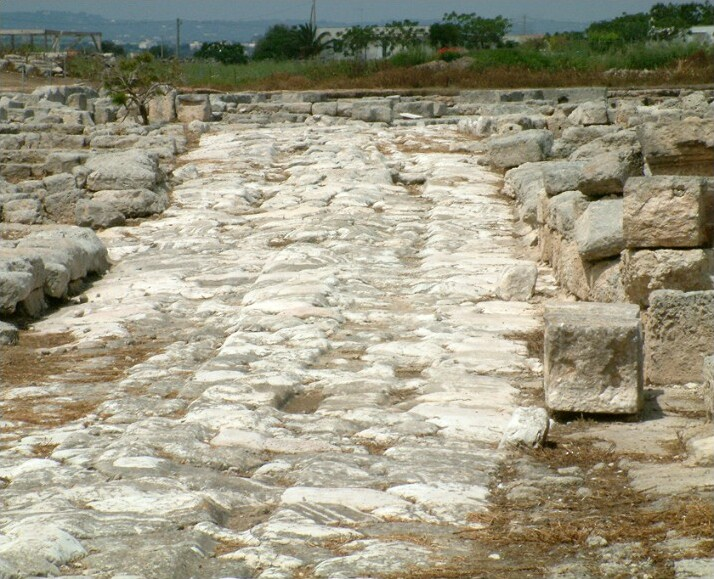
Via Traiana v římském městě Egnazia, Apulie

Via Traiana byla starověká římská silnice v jihovýchodní Itálii. Dal ji postavit císař Traianus jako pokračování silnice Via Appia; zkracovala cestu z (Beneventa) do (Brindisi). Cesta vedla přes města Canusium, Butuntum a Barium.

## Vznik

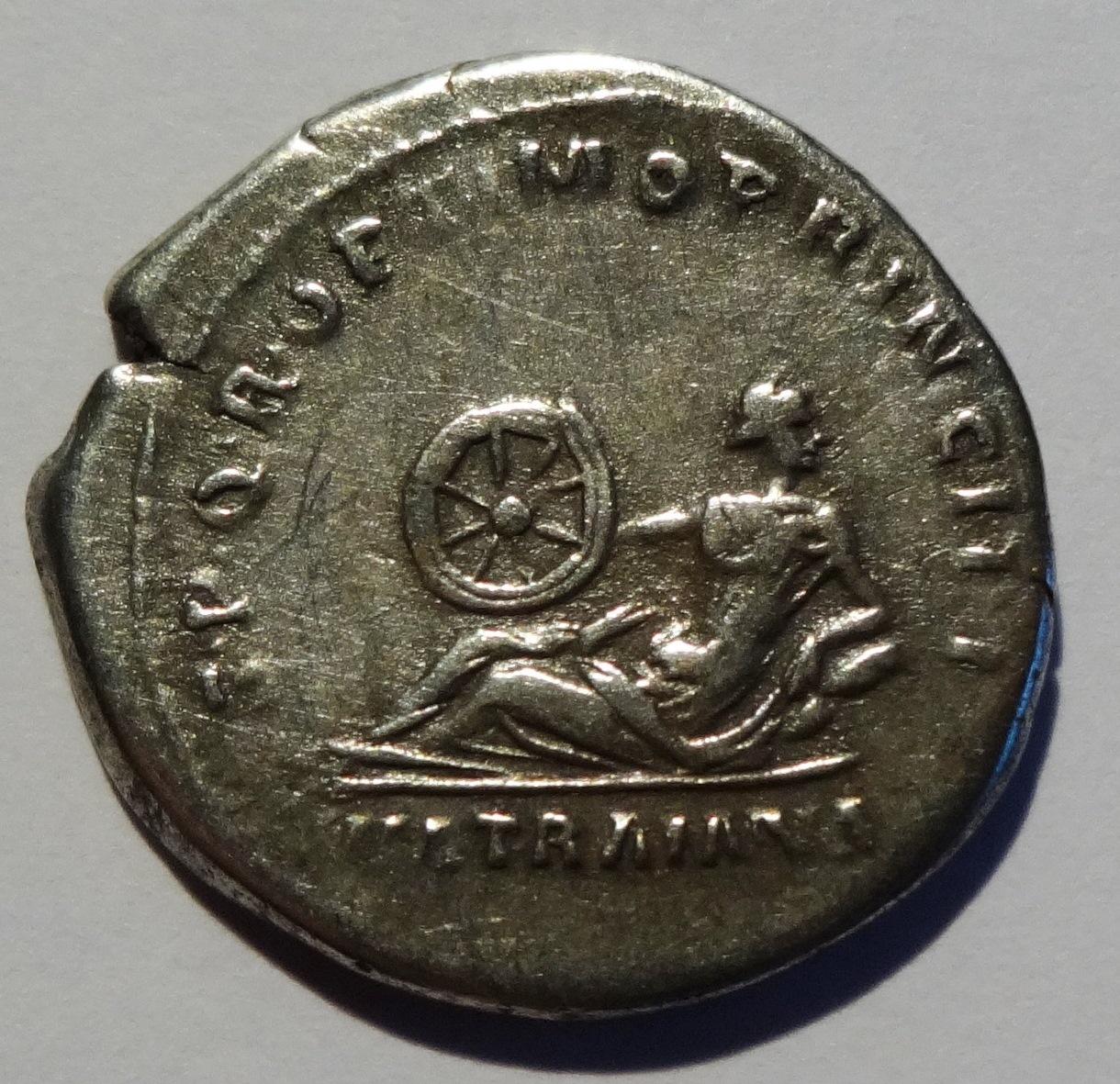
Via Traiana na dobové minci

Silnici via Traiana nechal v roce 109 postavit císař Traján na vlastní náklady. Výstavba probíhala v době relativního míru. Uvedením do provozu této cesty ztratila Via Appia svou původní důležitou funkci strategické silnice spojující města Venusia (Venosa) a Tarentum (Tarent). Později už údržba této komunikace nebyla nutná, s výjimkou časů občanské války. Via Appia tak dále sloužila pouze jako spojení s městem Brindisi.

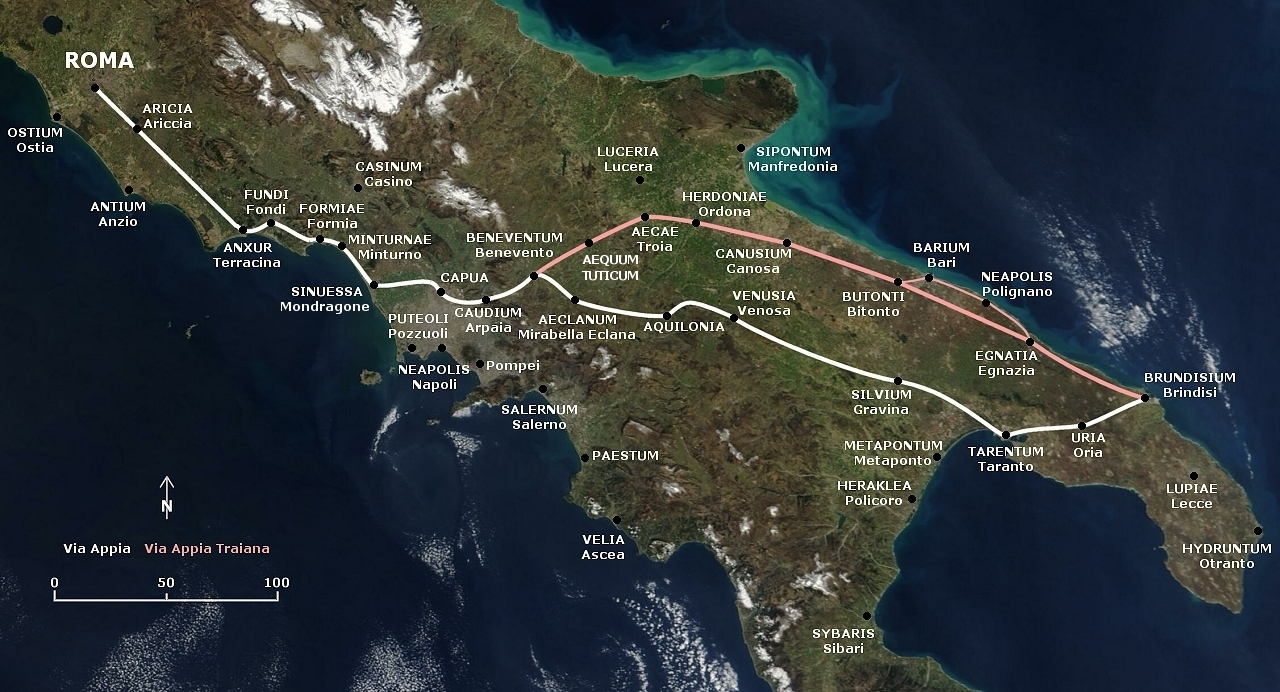
Via Traiana (spodní větev)

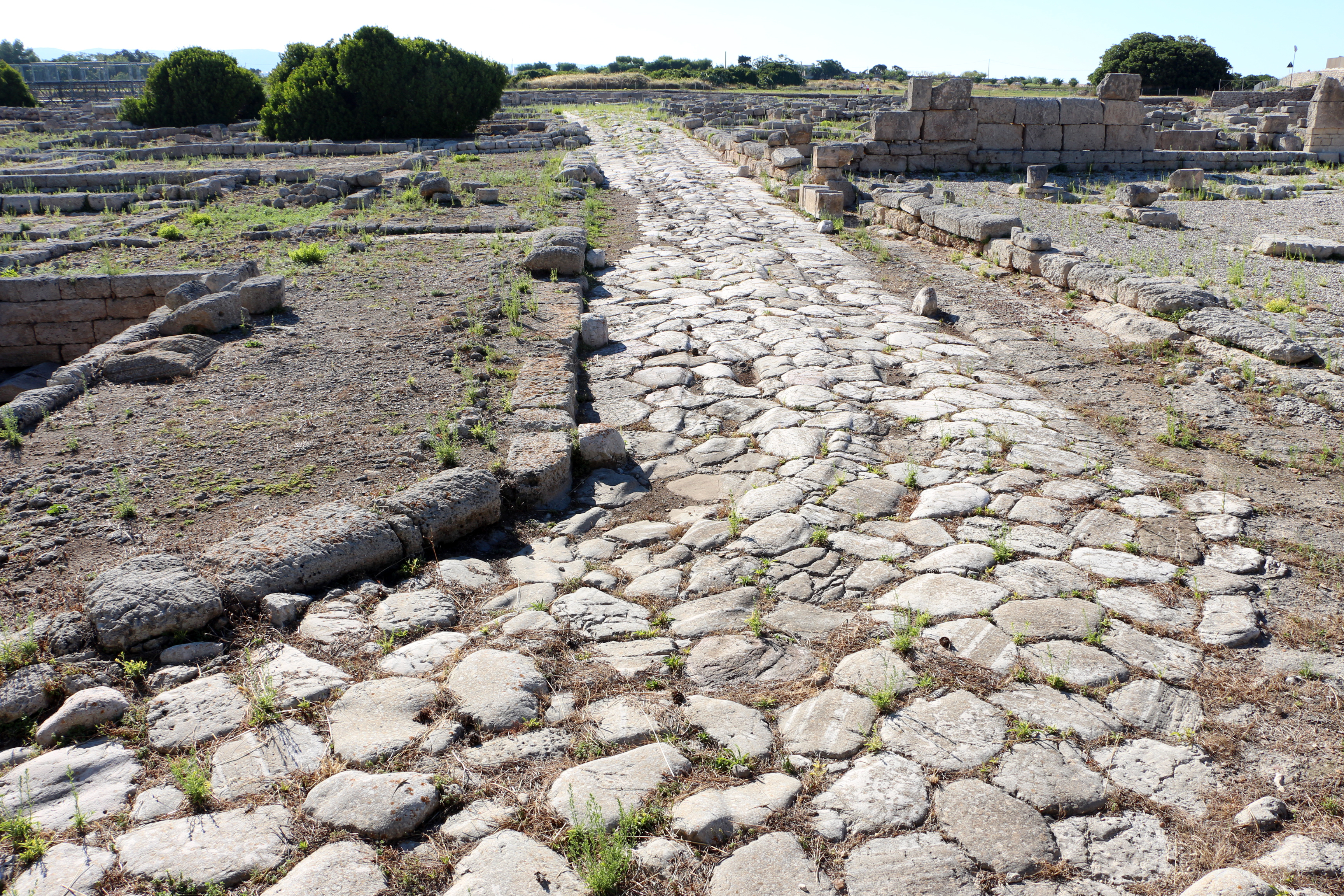
Egnazia, via traiana

## Trasa
Podle svědectví Strabóna byla cesta z města Benevento do Brindisi po Via Traiana při pobřežínejméně o den kratší než po Via Appia. Via Appia sice dosahovala délky 327 km a Via Traiana 330 km, rozdíl však byl v jejich trase. Via Appia prochází kopci a zdolává náročný terén. Via Traiana po prvních 64 km už nemá žádné výrazné převýšení.

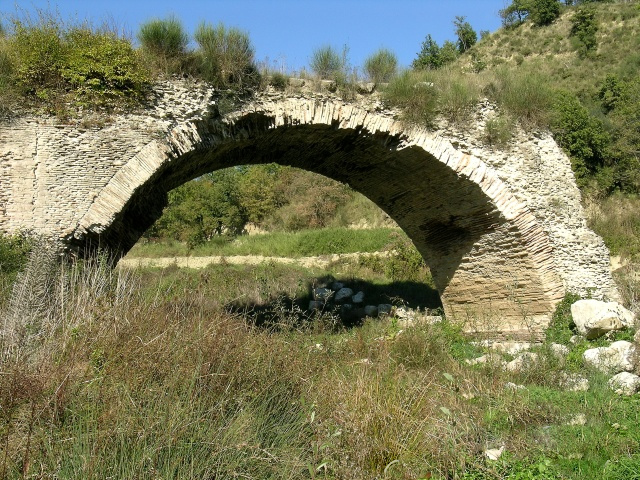
Buonalbergo – Ponte delle chianche

## Římské mosty
Na trase se nacházejí pozůstatky několika římských mostů, například Ponte dei Ladron, Ponte delle Chianche, Ponte Pietra, Ponte Rotto (přes řeku Carapelli), Ponte Rotto (přes řeku Cervaro), Ponte sul Ofanto a Ponte Valentino.